# Shutout
Een shutout of clean sheet is een term die in diverse sporten gebruikt wordt om aan te geven dat een team, een verdediging of een doelman geen tegendoelpunten in een wedstrijd geïncasseerd heeft. Nederlandse termen met dezelfde betekenis zijn "de nul houden", "het doel schoonhouden" en "het net leeghouden". In de Amerikaanse sport, waar graag naar statistieken gekeken wordt, krijgt een doelverdediger vaak pas een shutout op zijn naam als hij de hele wedstrijd gespeeld heeft en geen doelpunten tegen gekregen heeft. Dit is vaak inclusief extra tijd of innings.
Als er na 0-0 nog penalty's (strafschop, strafworp of strafbal) genomen worden, krijgt de winnende doelman een shutout, de verliezende niet. Het is dan feitelijk 1-0 geworden.